# San Ignacio Guazú
San Ignacio Guazú é um município do Paraguai, Departamento de Misiones, situada no sul do Paraguai a 225 km de Assunção. A cidade é conhecida como a capital do "Barroco Guarani".
Entende-se que a cidade foi fundada no ano 1609, quando os jesuítas Marcial de Lorenzana e Francisco de San Martín fundaram no local a primeira redução jesuítica na Bacia do Rio da Prata que agrupava nativos da etnia guarani liderados pelo cacique Arapysandu.
No local existe o Museu Diocesano de Arte Jesuítica Guarani, que conta com esculturas em madeira policromada no estilo barroco hispano-guarani. São cerca de trinta esculturas distribuídas em quatro salas que tratam de temas como a "Criação", a "Redenção", a "História de Cristo na Igreja" e a Companhia de Jesus.
Segundo Camilo Cantero e Bartomeu Meliá, na época dos jesuítas os nativos jogavam um jogo bastante similar ao futebol, denominado como "Manga ñembosarái". 
Próximo à cidade existe o povoado de "Tañarandy", onde desde de 1992, a celebração da Semana Santa é influenciada pelo pintor e escultor Delfín Roque Ruiz, mais conhecido como Koki Ruiz.
Em 2013, tinha 50.468 habitantes. 

## Transporte
O município de San Ignacio Guazú é servido pelas seguintes rodovias:
- Caminho em pavimento ligando a cidade ao município de Santa María
- Ruta 01, que liga a cidade de Assunção ao município de Encarnación (Departamento de Itapúa).
- Ruta 04, que liga a cidade ao município de Paso de Patria (Departamento de Ñeembucú).
- Caminho em pavimento ligando a cidade ao município de Yabebyry[6][7][8]